# Хако, Ириэ
Ириэ Хако, наст. имя Икудзиро (яп. 入江 波光; 26 сентября 1887, Киото — 9 июня 1948, там же) — японский художник, писавший свои работы в традиционном стиле нихонга.

## Жизнь и творчество
Первым учителем живописи Хако становится в 1902 году художник Моримото Токаку (森本東閣; 1877—1947), в том же году юноша начинает обучение в Киото, в городской школе искусств и художественных ремёсел (京都市立美術工芸学校). После её окончания в 1907 году работает при этой школе, но в 1909 году переходит для продолжения образования в основанную в том же году Городскую спецшколу искусств. В 1911 году художник получает диплом о её окончании. В 1913 году молодой живописец приезжает в Токио, где поступает в столичную Художественную специальную школу и также работает при императорском художественном музее. Здесь он делает копии с классических произведений японской живописи и пишет свою известную картину «Большой пожар Фурисодэ», изображающей «великий пожар» в тогдашней столице Японии Эдо в 1657 году. В 1918 году художник, под влиянием своих друзей, живописцев Мураками Кагаку и Сакакибара Сихё вступает в основанное ими «Креативное общество национального искусства» (国画創作協会) и участвует в организуемых и выставках. Картины Хако при этом завоёвывают призы жюри (полотна «Деревня у моря» на Второй и «На другом берегу» н Третьей выставке Общества). В 1922 году художник покидает Киото и совершает путешествие по Европе, где он посещает Италию и, в особенности, задерживается в Испании, где изучает произведения классики европейской живописи. Типичными для его творчества этого периода являются картины «Южно-европейский пейзаж» и «Синий лес». В 1940 году Ириэ Хако по заданию министерства культуры Японии работает при буддийском храме Хорю-дзи в префектуре Нара над копиями произведений настенной живописи. Скончался, не успев завершить эту работу.

## Галерея

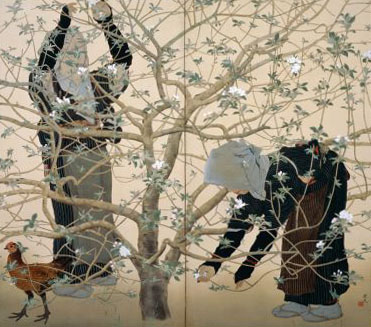
«Цветки груши», 1914
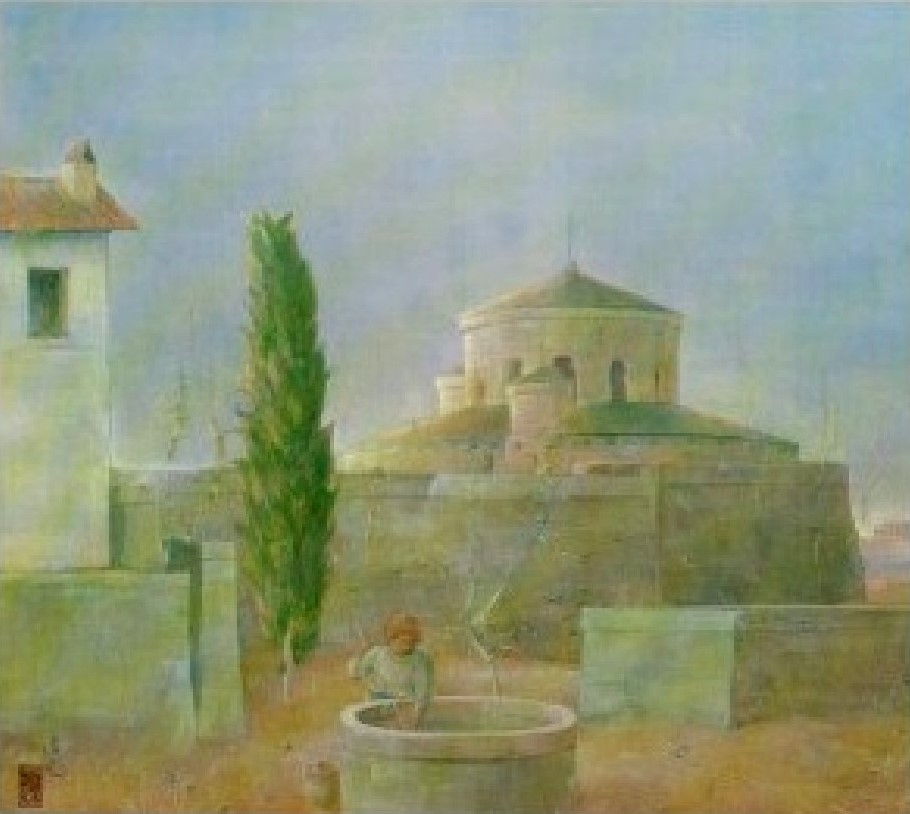
«Южно-европейский пейзаж», 1922
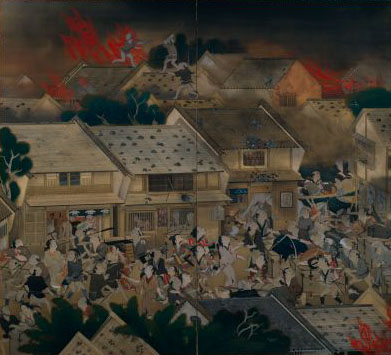
«Большой пожар Фурисодэ», 1913
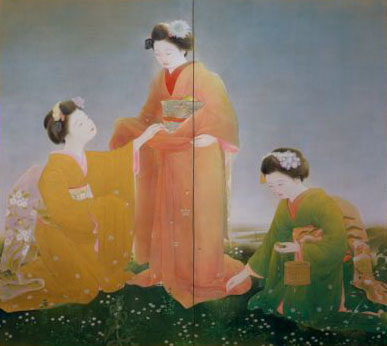
«Косьба травы», 1928
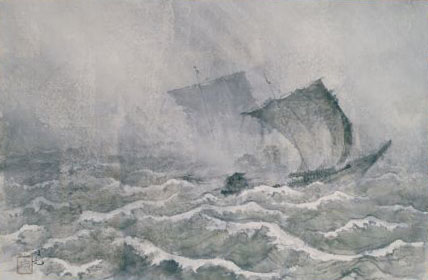
«Лодка во время бури», 1939
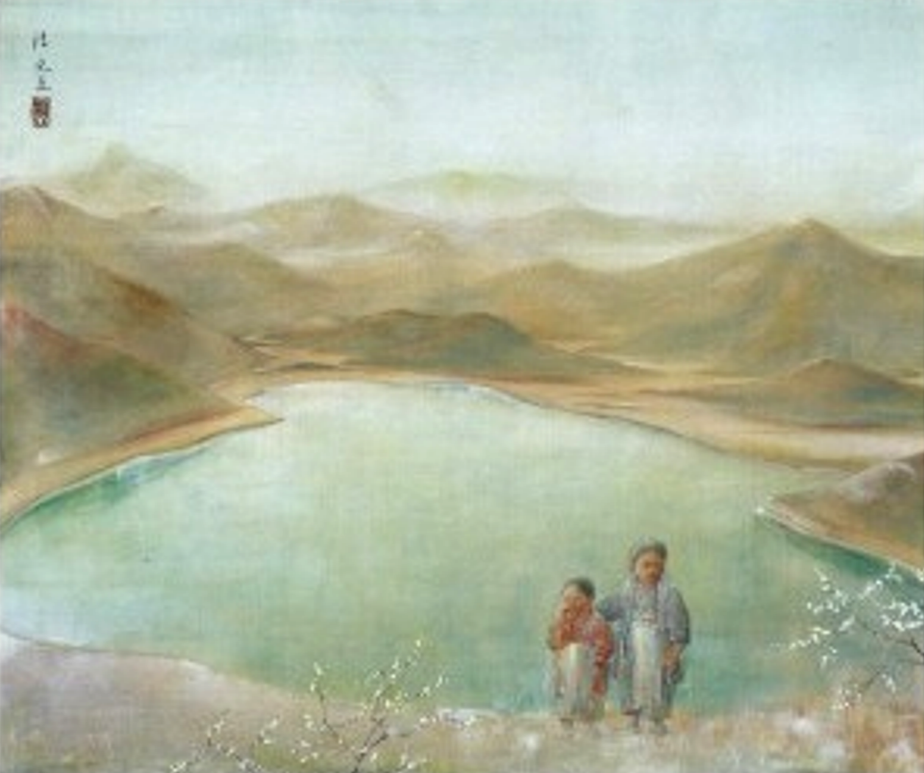
«Абрикосы», 1923